# Mallerenga negra alablanca
La mallerenga negra alablanca (Melaniparus leucomelas) és una espècie d'ocell passeriforme que pertany a la família Pàrids. L'espècie va ser descrita per primera vegada per Eduard Rüppell el 1840.

## Descripció
És principalment negre amb un pegat alar blanc, però es diferencia de la més septentrional mallerenga negra ullclara (Melaniparus guineensis), amb la qual de vegades es considera coespecífica, perquè té els ulls foscos.

## Distribució i hàbitat
Es troba a l'Àfrica central, a les sabanes i zones de matoll hi ha una franja compresa entre el sud d'Àfrica central i el nord d'Àfrica austral, des d'Angola fins a Tanzània, a més de les zones de matoll de muntanya d'Etiòpia.

## Taxonomia
La mallerenga negra alablanca antigament era una de les moltes espècies del gènere Parus, però es va traslladar a Melaniparus després que una anàlisi filogenètica molecular publicada el 2013 demostrés que els membres del nou gènere formaven un clade diferent.
Es reconeixen dues subespècies:
- M. l. leucomelas (Rüppell, 1840) - Etiòpia, Eritrea, Sudan i Sudan del Sud.
- M. l. insignis (Cabanis, 1880) - Equador africà fins als subtròpics meridionals.